# Judith Thurman
Judith Thurman (New York, 28 ottobre 1946) è una scrittrice e biografa statunitense.

## Biografia
Nata a New York il 28 ottobre 1946 dall'avvocato William A. Thurman e dall'insegnante Alice Meisner, ha conseguito un B.A. nel 1967 alla Brandeis University.
È principalmente nota per essere l'autrice di due biografie, una su Karen Blixen alla base del film La mia Africa di Sydney Pollack e una su Colette vincitrice del Los Angeles Times Book Prize nel 1999.
Articolista del New Yorker dal 1987, nel 2016 ha ricevuto la "Medaglia di cavaliera" da parte dell'Ordine delle arti e delle lettere francesi.

## Opere (parziale)

### Raccolte di poesie
- Putting my coat on (1972)

### Biografie
- Isak Dinesen: la vita di Karen Blixen (Isak Dinesen: The Life of a Storyteller), Milano, Feltrinelli, 1983 traduzione di Rossella Bernasconi ISBN 88-07-07006-5.
- Una vita di Colette: i segreti della carne (Secrets of the Flesh: A Life of Colette, 1999), Milano, Feltrinelli, 2001 traduzione di Bruno Amato ISBN 88-07-53001-5.

### Saggi
- Cleopatra's nose : 39 varieties of desire (2007)
- A Left-Handed Woman (2022)

## Adattamenti cinematografici
- La mia Africa, regia di Sydney Pollack (1985) (co-autrice del soggetto con Karen Blixen)

## Premi e riconoscimenti

### Vincitrice
National Book Award per la saggistica
- 1983 nella sezione "Autobiografia/Biografia in edizione rilegata" con Isak Dinesen: la vita di Karen Blixen

Premio Fregene
- 1986 nella sezione "Premio Internazionale Letteratura" con Isak Dinesen: la vita di Karen Blixen[6]

Los Angeles Times Book Prize
- 1999 vincitrice nella sezione "Biografie" con Una vita di Colette: i segreti della carne

### Finalista
National Book Award per la saggistica
- 1999 con Una vita di Colette: i segreti della carne[7]